# Сибирская рулетка
Сиби́рская руле́тка (англ. Siberian Cut) — реалити-шоу, снимаемое каналом Discovery, повествующее о нелёгких буднях американо-российской команды лесорубов, ведущих промысел ценной сибирской древесины в Красноярском крае. Главный герой проекта — предприниматель-лесоруб Шон Вэнн, нанявший команду лесорубов, которым предстоит за три месяца вырубить 150 гектаров леса, выживая в условиях зимней тайги. Название сериала происходит от «русской» или гусарской рулетки и присущего высокого риска выживания в суровых бытовых условиях, а также ведения лесозаготовок в холодном и неспокойном крае.
Премьера Сибирской рулетки состоялась 3 июня 2014 года (в РФ — 28 августа 2014 года) на канале Discovery Channel.

## Формат программы
«Американские мечты сбываются не в Америке, а в России» — именно так считает главный герой реалити-шоу Discovery Channel «Сибирская рулетка» — лесоруб из США Шон Вэнн. Семнадцать лет он работал в суровых условиях на лесозаготовках сибирской тайги. Теперь ему удалось получить разрешение на вырубку, сроком на три месяца. Взяв в аренду современную лесозаготовительную технику и наняв команду лесорубов, он снова возвращается на бескрайние просторы Сибири, но уже не как обычный лесоруб, а в качестве главы собственной команды. Герои сериала — лесорубы: граждане США (выходцы из штата Монтана) и их российские коллеги — интернациональная команда под предводительством американского бригадира Шона Вэнна. Цель: произвести пробную вырубку, по результатам которой получить полумиллионный контракт у сурового отставного полковника, хозяина участка леса. Итак, в новой программе Discovery Channel команде Шона Вэнна предстоит испытать на себе все опасности сибирской тайги: помимо суровых морозов, героям предстоит встреча с российскими коллегами-лесорубами и местными жителями, которые не говорят по-английски и совершенно иначе смотрят на окружающий мир. Кроме того, в Сибири действительно водятся волки, которые ничуть не дружелюбнее американских. Чем закончится зимняя поездка команды Шона в неведомую, загадочную и суровую Сибирскую тайгу, что увезут с собой на родину Шон и его команда — тысячи долларов или одно разочарование?
Серии показывают жизнь и работу лесорубов в суровых условиях зимней Сибири на делянке леса, принадлежащего отставному полковнику, влиятельному лесопромышленнику, бывшему начальнику ИТК. Съёмочные бригады ведут запись событий на борту лесозаготовительной техники, в бытовом городке на опушке, на лесной ледяной трассе, в ремонтной мастерской, на складе хлыстов, в конторе сурового полковника и передают происходящее в степени, максимально приближенной к реальной ситуации. Отдельно и детально описывается жизнь американской команды лесорубов: процесс вербовки в Монтане, заброс в Сибирь и перегон дорогостоящей техники по территории Красноярского края, труд по разметке и расчистке участка леса под вырубку, тяжёлую работу в условиях таёжной зимы в сложных бытовых условиях и так далее, подчёркивая опасности, которым подвергается как отдельные члены команды, так и весь проект в целом.
Каждая серия повествует о какой-либо истории или ситуации, возникшей в процессе подготовки и собственно заготовки высококачественной таёжной древесины. Важным элементом в данном реалити-шоу уделяется развитию взаимоотношений как между американскими и российскими членами команды, так и между американцами (как дружеские, так и неприязненные) в условиях тяжёлого и опасного промысла. В итоге пёстрая команда американских лесорубов на фоне суровых внешних условий и общей цели заработать побольше денег постепенно притирается друг к другу и российским коллегам.

## Съёмки сериала
Съёмки сериала проходили с января по март 2014 года под Ачинском в районе посёлка сибирских лесорубов Новочернореченский. На языке оригинала (англ. Siberian Cut) шоу называется «Сибирская рубка», в российской версии — «Сибирская рулетка».
В процессе отбора съёмочной группы для работы над телепрограммой «Сибирская рулетка» предъявлялись основные требования — профессиональный опыт и выносливость претендентов, которым наравне с участниками реалити-шоу предстояло сражаться с сибирскими морозами и приспосабливаться к особенностям быта таёжных лесорубов. В результате, к съёмкам телепрограммы приступила продюсерская компания, снимавшая ранее шоу Discovery Channel «Золотая лихорадка», повествующее о нелёгких буднях золотодобытчиков, ищущих счастья на приисках Аляски. В целом, над созданием программы трудилось около ста человек — одни работали в условиях суровой сибирской тайги, а другие монтировали отснятый материал в студии. Если операторам после съёмок шоу «Золотая лихорадка» работать в условиях низких температур было не в диковину, то техника подобной выносливостью не обладала — когда температура окружающего воздуха снижалась до −50 °C камеры начинали замерзать и приходилось прекращать съёмку, чтобы отогреть оборудование. Следует отдать должное мастерству операторов, которые даже в условиях, когда команда приехавших, в первую очередь, на заработки лесорубов, не могла останавливать лесозаготовку, не упустили самые увлекательные эпизоды и сцены, возникающие по ходу телепрограммы. Вне всякого сомнения: ни в одной из двухсот с лишним стран мира не ждали премьеры этой программы с таким нетерпением как в России.

### Действующие лица
Шон Вэнн, англ. Sean Vann (Монтана), 48 лет — знако́м с особенностями лесоповала в Сибири не понаслышке (работал на лесозаготовках в России 17 лет). Считая себя опытным специалистом, он решил отправиться в сибирскую тайгу уже в качестве бригадира и босса лесорубов: располагая ограниченным количеством современной высокопроизводительной техники и небольшой интернациональной командой, он мечтает заработать целое состояние.
Джа́ред Фи́тчетт, англ. Jared Fitchett (Монтана), 31 год — вместе с братом является собственником лесозаготовительной компании в штате Монтана (США), которая переживает не лучшие времена. Работая в жестоких условиях сибирской тайги, Джаред пытается спасти свой бизнес на родине.
Джоса́йя Хе́йзер, англ. Josiah Heiser (Монтана), 31 год — опытный лесоруб, с семи лет работал на лесопилках, а затем управлял тяжёлой техникой в Антарктике при экстремально низких температурах. Находится в бедственном положении, так как долгое время не может найти работу. В Сибири планирует восстановить свои навыки и найти общий язык с другими лесорубами.
Брэ́ндон Ву́дворд, англ. Brandon Woodward (Монтана), 28 лет — считался одним из лучших лесорубов в Монтане, однако из-за проблем с законом был вынужден сменить место работы. Наиболее самоуверенный член команды, для которого путешествие в Сибирь — возможность начать жизнь с чистого листа и помочь оставшимся в Америке жене и дочери.
Зак Шитс, англ. Zack Sheets (Орегон), 22 года — молодой лесоруб с опытом работы. Несмотря на постоянные нападки со стороны старших товарищей, Зак полон энергии и мечтает доказать, что он достоин не только стать настоящим профессионалом, но и открыть собственный бизнес. Сибирские леса станут для него самым сложным испытанием на пути к мечте.
Юрий Па́сторов (Луза), 36 лет — на протяжении десяти лет работает оператором лесозаготовительного комбайна, настоящий фанат своего дела: за эти годы не раз попадал в экстремальные ситуации и даже пережил нападение стаи волков. Теперь Юрий отправляется в сибирскую тайгу, чтобы помочь американской команде освоиться в новых условиях, поделиться своими навыками эксплуатации техники в условиях низких температур и отсутствия привычного американцам сервиса, а также полезными советами как выжить в условиях зимнего сибирского леса.
Виталий Туру́нцев (Красноярск), 32 года — всю жизнь проработал в тайге механиком. Изначально выразил сомнение в удачном завершении совместного проекта: «Иностранцы будут работать при температуре минус 40 градусов? — это вряд ли!». В результате сбежал в Красноярск, оставив в неотапливаемом боксе так и не отремонтированный тягач-погрузчик. Был разыскан рассвирепевшим Шоном и тут же уволен. На его место нанят другой механик.
Руслан Сайду́лин (Екатеринбург), 27 лет — на протяжении шести лет работает лесорубом. Выразил готовность участвовать в проекте, желая перенять передовой опыт у американских коллег, хотя и убеждён, что затея провалится, ибо гости Сибири не смогут работать в тяжёлых условиях и «отправятся обратно в Голливуд».
Пи́тер Липс (он же Пётр) — новый механик, нанятый Шоном взамен сбежавшего Виталия.
Юрий Панчу́к — хозяин лесосеки, работодатель. Отставной полковник, бывший начальник ИТК. Характер жёсткий — суров, но справедлив. После вырубки командой Шона пробной делянки в пятом выпуске шоу объявил себя банкротом и, не расплатившись с бригадой лесорубов, выбыл из проекта.

### Техника
Самый простой инструмент современного лесоруба — бензопила, однако справиться с ней непросто. Чтобы свалить дерево, необходимо рассчитать угол и глубину подпила, учесть расположение кроны, направление и скорость ветра, расположение рядом стоящих деревьев и множество других нюансов.
На смену ручной валке леса приходит компьютеризированная лесозаготовительная техника. Автоматическая валочная машина харвестер способна не только спилить дерево, ободрать сучья, но и разделить его на части заданного размера всего за 60 секунд. При этом оператор всё это время находится в комфортных условиях кабины и с помощью джойстика управляет процессом. Харвестер работает «в паре» с форвардером — тягачом-погрузчиком, созданным для погрузки и транспортировки древесины к погрузочным пунктам. Умные «напарники», заменяющие бригаду из нескольких десятков лесорубов, работающих «ручным» способом, обеспечивают высокую производительность лесозаготовки. Тем не менее, даже «умным» машинам необходимы операторы-профессионалы.

### Компьютерные эффекты
Для большей наглядности в видеоряд умело вплетена компьютерная анимация, объясняющая некоторые нюансы, возникающие на протяжении реалити-шоу.

## Сюжет

### Выпуск 1: Русская рулетка (англ.Russian Roulette)
Первая часть повествует, в основном об истории замысла, вербовке лесорубов в США и доставке их и современной техники к месту лесозаготовок.

### Выпуск 2: Заклятые враги (англ.Age Old Enemies)
Обустройство лагеря на делянке. Начаты работы на лесосеке. Идёт притирка характеров американских и российских лесорубов. Возникает конфликт между американцем Джаредом Фитчеттом и Юрием Пасторовым, который вскоре благополучно исчерпывается.

### Выпуск 3: Раздор (англ.Civil War)
Прибывший на лесосеку полковник Юрий Панчук не доволен качеством отгружаемой американцами древесины о чём и выговаривает Шону Вэнну. Американская техника не способна валить крупные деревья и два молодых лесоруба отправляются рубить крупные кедры с помощью бензопилы. Руслан Сайдулин смеётся над американцем Заком Шитсом, который весьма обстоятельно и тщательно валит деревья при помощи клиньев. После ошибки Зака, едва не уронившего дерево на Руслана, тот показывает как в Сибири рубят лес. Шон просит у полковника трелёвочный трактор для транспортировки спиленных вручную крупных деревьев. Трактор оказался неисправным и Руслан Сайдулин отправляется на базу вторчермета за запчастями, а механик Виталий Турунцев берётся восстановить трелёвочный трактор. Многочисленные трудности как производственного, так и бытового характера взвинтили нервы американским лесорубам — едва не дошло до рукоприкладства. В итоге всё закончилось благополучно и молодой американский лесоруб Зак Шитс, посетив посёлок русских лесорубов и переговорив с отцом по мобильной связи, возвращается на лесосеку и мирится со своим старшим товарищем Джаредом Фитчеттом.

### Выпуск 4: Ледяная рукавица (англ.Ice Gauntlet)
Шон приезжает в гараж и обнаруживает обещанный механиком отремонтированный трелёвочный трактор в разобранном состоянии. Шон бросается на поиски техники, без которой ему не уложиться в отведённый контрактом срок лесоповала. Однако, в разгар сезона добыть что-либо сто́ящее не так-то просто. Ему указывают на 30-летнюю советскую валочно-пакетирующую машину, цену которой не называют вслух. Шон с радостью покупает её и берётся рискуя жизнью перегнать 25-тонную машину по ледовой переправе через Енисей.

### Выпуск 5: Идём ко дну (англ.Belly Up)
Шон нанимает нового механика — Питера Липса. После посещения русской бани в команде лесорубов всё более-менее наладилось и тут внезапно грянул кризис — полковник Юрий Панчук объявляет о банкротстве. Шон Вэнн везёт своим лесорубам неприятную новость от полковника — денег не будет: герои, отработав на лютом морозе, рискуют остаться ни с чем.

### Выпуск 6: Дорога из ада (англ.Road From Hell)
Тем временем, по лесной дороге команда Шона перемещается на новый участок, но в тайгу пришла весна и дорога начинает оттаивать. В два часа ночи на новый участок прибывает Шон и сообщает о банкротстве полковника Панчука. Лесорубы в шоке — они работали по 18 часов в сутки на морозе бесплатно. Шон сообщает и приятную новость — полковник отдал делянку команде лесорубов и они смогут самостоятельно реализовать древесину, если сумеют её вывезти из тайги по раскисшей весенней дороге. Один из лесорубов команды Шона — Руслан Сайдулин — принимает решение выйти из проекта, так как не согласен рисковать и работать бесплатно. Посовещавшись, команда принимает решение, несмотря на трудности, за неделю заготовить 1000 м3 древесины: спилить 3000 деревьев, затем вывезти, продать их и получить зарплату и премии. Лесорубы, забыв разногласия ожесточённо принялись за работу, но топливо на исходе, а заправщик ещё не приехал. Юрий Пасторов огорчён поступком Руслана и отправляется в посёлок лесорубов Новочернореченский, чтобы вернуть его в команду Шона. Цистерна с четырьмя тоннами топлива застряла в 14 км от лесосеки. Тем временем лесозаготовка остановилась — закончилось топливо, но тут в команду Шона возвращается Руслан, который вызвался с помощью старого советского скиддера ТТ-4 (трелёвочного трактора) доставить цистерну с топливом. На рассвете Руслан Сайдулин и Джосайя Хейзер привозят топливо на лесосеку. Ночью в лагере появились волки. Превозмогая трудности, команда Шона продолжает лесозаготовку: пока в Сибири не наступила весна — сезон не закончился.

### Выпуск 7: Река грязи (англ.River of Mud)
В Сибирский лес пришла весна. Температура воздуха повысилась до +21°С — лесные дороги превратились в болото. Команда Шона заготовила и отправила 800 м3 леса из запланированной 1000 м3. Осталось заготовить 200 м3, чтобы получить премии. Шон вызывает лесовозы, но водители отказываются ехать, ссылаясь на окончание сезона. Руслан Сайдулин, Джосайя Хейзер и Брендон Вудворд вызываются поехать в Новочернореченский за лесовозами-добровольцами — необходимо провести 30-тонные грузовики по раскисшей лесной дороге, длиной 85 км. Остальные лесорубы трудятся изо всех сил — необходимо заготовить ещё 200 м3 древесины (на 20 тысяч долларов США) к приезду лесовозов. Сибирские лесорубы прекрасно понимают, что заготовить лес в тайге не самое сложное. Если не вывезти древесину — денег не будет, а ценная древесина сгниёт до следующего сезона. Сдают нервы у американского лесоруба Джареда Фитчетта — он повздорил с Шоном и поехал в Новочернореченский (ближайшая к делянке зона покрытия мобильной связью), чтобы позвонить домой жене и дочери. После телефонного разговора Джаред возвращается на делянку и вновь садится за рычаги валочно-пакетирующей машины времён СССР. Тем временем, из Новочернореченского вернулись Руслан, Джосайя и Брендон с плохой новостью — лесовозов нет и не будет до тех пор, пока не подмёрзнет лесная дорога. Посовещавшись, команда Шона принимает решение вывозить из леса взятую в аренду дорогостоящую технику, стоимостью в $ 1 млн, пока она окончательно не застряла в весеннем лесу. В дороге американцы на «Егере» (автомобиль ГАЗ-33081) вылетают в кювет и, сломав раму автомобиля, продолжают движение со скоростью 3 км/час, но возгорается двигатель, который успешно потушен. Теперь Шону предстоит найти покупателя для уже вывезенной древесины.

### Выпуск 8: Меньше слов и больше дела (англ.Put Up or Shut Up)
Зимний сезон лесозаготовок окончен. Однако для того, чтобы по раскисшей лесной дороге выбраться из тайги уйдёт ещё 30 нелёгких часов. Шон помнит о данном в ходе вербовки в Монтане (США) обещании и изо всех сил пытается его сдержать: заплатить лесорубам по 5 тысяч долларов США в месяц плюс премиальные по окончании сезона. Внезапно Шон решает продать медленно перемещающуюся по лесной дороге 30-летнюю советскую валочно-пакетирующую машину за 40 тысяч долларов США, что вдвое превышает стоимость оставленной на лесосеке древесины. Арендованная современная техника, стоимостью в $ 1 млн успешно доставлена в посёлок лесорубов Новочернореченский, а спустя 4 часа Джаред Фитчетт пригнал старую валочно-пакетирующую машину. На следующий день Шон сталкивается с новой проблемой — сезон лесозаготовок окончен, и вся древесина уже закуплена. Руслан Сайдулин нашёл покупателя из Китая, который, поторговавшись с Шоном, согласился приобрести 800 м3 древесины за 50 тысяч долларов США — зарплата для лесорубов есть. Шон перегоняет валочно-пакетирующую машину обратно через Енисей на пароме, чтобы продать её бывшему хозяину Олегу Шевереву за 20 тысяч долларов США — премия для лесорубов вручена в аэропорту города Красноярск. Происходит трогательная сцена расставания: за 9 недель совместной работы в сложных условиях зимней тайги россияне и американцы, преодолев стену отчуждения и непонимания, сумели подружиться, снискав уважение друг к другу. Довольный собой, Шон Вэнн провожает американских лесорубов в Монтану с обещанной зарплатой и премией. Согласятся ли они продолжить в следующем сезоне?

### Выпуск 9: Возвращение (англ.Homecoming)
Остался в прошлом первый сезон в промёрзшем сибирском лесу, однако лесорубов ожидают новые трудности, способные привести к расколу в команде Шона. Фактически, бо́льшая часть выпуска является фильмом о создании реалити-шоу, включающем не вошедшие в окончательный вариант шоу эпизоды и сцены. Шон Вэнн строит планы, осматривая с вертолёта владения Олега Шеверева в окрестностях Лесосибирска ибо лесозаготовка в тайге осуществляется круглый год. Но за спиной Шона зреет бунт: Джаред Фитчетт не улетел в Монтану со всеми, а тайно встретился с Русланом Сайдулиным, положившим глаз на новый участок (около 60 тысяч деревьев или 20 тысяч м3 древесины), лесозаготовку на котором планирует вести уже без Шона Вэнна, которого они считают плохим менеджером и бизнесменом. Руслан и Джаред встречаются со своим новым шефом Николаем Викторовичем и вместе осматривают участок, сулящий им 20 000 м3 древесины. Однако на горизонте появляется конкурент — «50-летний американец в очках и с бородой» (Шон Вэнн). В новом сезоне реалити-шоу предстоит конкурентная борьба между двумя командами лесорубов: команда Шона против команды Руслана.

## Приостановка и отмена показа шоу в Северной Америке
Премьера реалити-шоу «Сибирская рубка» (на языке оригинала (англ. Siberian Cut) шоу называется «Сибирская рубка», а в российской версии — «Сибирская рулетка») на территории Северной Америки состоялась 3 июня 2014 года на канале Discovery Channel. Однако, телезрители США и Канады смогли посмотреть только первые три эпизода, ибо четвёртый и все последующие к показу на территории Северной Америки допущены не были. Произошёл уникальный случай: по не совсем понятным причинам приостановлен, а затем и вовсе отменён показ на территории Северной Америки сериала, снятого по заказу Discovery американской компанией Raw TV. По одной из версий, лесорубы Аляски и других штатов стали жаловаться на сериал, в котором их американских коллег на фоне сибирских лесорубов якобы постоянно выставляют в образе полуграмотных недоучек и потенциальных неудачников, неспособных к самостоятельным действиям. Не помогла даже уловка телеканала Discovery: в оригинальной английской аудиодорожке, фразы сибирских лесорубов, весьма не лестно отзывающихся о профессиональных качествах иностранцев (после пересечения Транссибирской магистрали: «дети, б…», а позже Юрий Пасторов: «не понимаю, зачем он их привёз?!»), чтобы не травмировать психику американского зрителя не стали переводить на английский язык — звучит только русская речь «наших» без перевода и субтитров. Это легко проверить переключившись с русской аудиодорожки на английскую.